# Camic
Camic (en llatí Camicus, en grec antic Καμικός 'Kamikós') era una antiga ciutat de Sicília que, segons la tradició, va construir Dèdal per a Còcal, el rei dels sicans, que en va fer la residència reial i el lloc de dipòsit dels seus tresors. La seva situació era tan ben triada que es considerava totalment inexpugnable.
Una altra llegenda diu que Minos de Creta va fer una expedició a l'illa mentre perseguia a Dèdal. Còcal el va matar a traïció i el va enterrar en secret, segons diu Diodor de Sicília. Heròdot parla d'aquesta història, i diu que els cretencs van enviar una expedició a Sicília per venjar la mort de Minos, i van assetjar Camic sense èxit. D'aquest text d'Heròdot es va deduir erròniament que la ciutat era l'acròpoli d'Agrigent. Segons Ateneu de Nàucratis, Sòfocles va escriure una tragèdia, avui perduda, que portava per títol el nom de la ciutat, Καμίκιοι.
Se suposa però que estava situada en un lloc alt i gairebé impossible de conquerir en el territori d'Agrigent. Quan Hipòcrates i Capis, cosins de Teró d'Agrigent, van ser expulsats d'aquella ciutat, es van refugiar a Camic. Els romans la van sotmetre a la Primera Guerra Púnica i des que llavors va portar el nom de Camicus. Tenia a la vora el riu Camicus que podria ser l'actual Flume della Canne, uns 15 km a l'oest d'Agrigent. La ciutat mateixa devia estar propera a l'actual Siculiana, però no se'n sap el lloc exacte.